# قنطريون بهي
القنطريون البهي أو القنطريون الخلاب واسمه العلمي (باللاتينية: Centaurea speciosa) نوع نباتي ينتمي إلى جنس القنطريون من الفصيلة النجمية.

## الموئل والانتشار
موطنه المشرق العربي.